# Jakovlev Jak-44
Jakovlev Jak-44 byl uvažovaným letounem včasné výstrahy pro sovětské námořnictvo na jeho letadlové lodě tříd Uljanovsk a Admiral Kuzněcov, a to především ve verzi Jak-44E.

## Vznik letounu

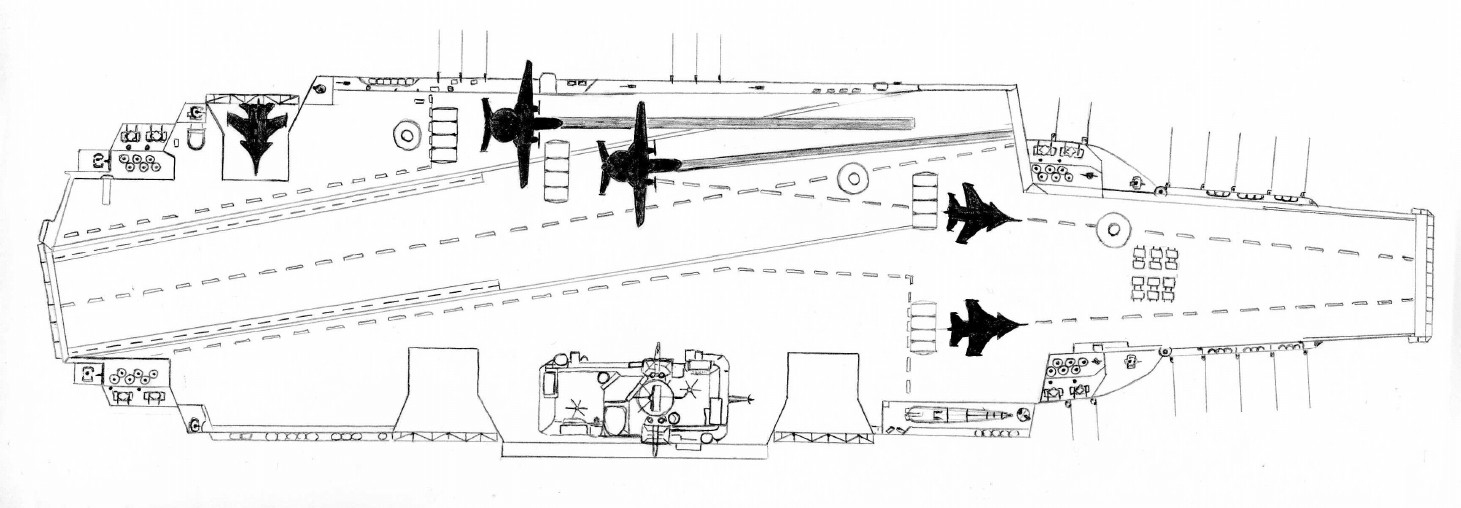
Půdorysy letounů Jak-44 a Su-33 na palubě projektované letadlové lodi Uljanovsk

Jak-44E vzniknul kvůli potřebě palubního letadla včasné výstrahy s pevným křídlem pro stavěné sovětské letadlové lodě třídy Uljanovsk (Projekt 1153 a 1160) a později Admiral Kuzněcov (Projekt 1143.5). Původně měl letouny Jak-44E nést už Baku (Admiral Gorškov) a tak byl vývoj a stavba stroje svěřena konstrukční kanceláři Jakovlev. První projekt počítal se svislým startem. Z tohoto důvodu byl vývoj Jaku-44E značně pomalý, a proto zůstal Baku bez radiolokačního letounu s pevným křídlem.

## Budoucnost
Jelikož Rusko a Čína plánují stavbu nových letadlových nosičů a Indie přestavuje bývalou sovětskou letadlovou loď Admiral Gorškov a zahájila stavbu vlastních dvou menších nosičů ADS, tak se uvažuje o vzkříšení projektu Jak-44E, jelikož oproti americkému E-2C Hawkeye má téměř dvojnásobný dolet a vytrvalost, možnost navádět protilodní střely a nepotřebuje ke startu katapulty. Rusko sice uvažuje o verzi letounu Su-33UB, ale největší šanci na obnovení projektu by mohl mít stroj v Indii.

## Specifikace (Jak-44E)

### Technické údaje
- Osádka: 6
- Rozpětí: 25,7 m
- Délka: 20,4 m
- Výška: 8,5 m
- Hmotnost prázdného stroje: 21200 k
- Max. vzletová hmotnost : 40000 kg
- Pohonná jednotka: 2 x Progress D-27 každý s výkonem 10100 kW (motory s tzv. volným dmychadlem)

### Výkony
- Maximální rychlost: 740 km/h
- Dolet: 4000 km
- Dostup: 13000 m
- Vytrvalost: 12 hodin